# Telmatoscopus terminalis
Telmatoscopus terminalis és una espècie d'insecte dípter pertanyent a la família dels psicòdids que es troba a les Antilles: Jamaica.